# ایربیسیا
ایربیسیا (نام علمی: Irbisia) نام یک سرده از تیره حشرات علفی است.